# Toronto-Centre (circonscription provinciale)
Circonscription électorale provinciale du Canada
Toronto-Centre ((en) Toronto Centre) (anciennement Toronto-Centre—Rosedale) est une circonscription provinciale de l'Ontario représentée à l'Assemblée législative de l'Ontario depuis 1999.

## Géographie
La circonscription est située dans le sud de l'Ontario, plus précisément une partie du centre-ville de Toronto. Dans cette circonscription se retrouve la plus grande communauté de Church et Wellesley, qui est la plus grande communauté gay au Canada, ainsi que la communauté de St. Jamestown, qui est l'un des quartiers les plus multi-ethnique et dense.
Les circonscriptions limitrophes sont University—Rosedale, Toronto—Danforth et Spadina—Fort York.

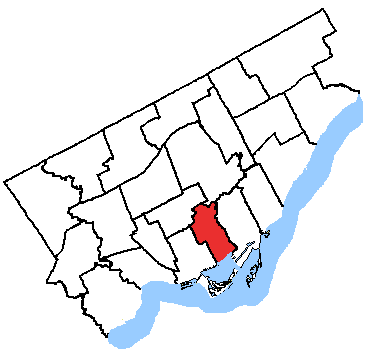
Toronto-Centre de 2003 à 2018

## Historique
| Législature                                                                                                | Années       | Député           | Député            | Parti         |
| --- | ------------ | ---------------- | ----------------- | ------------- |
| Toronto-Centre—Rosedale Circonscription issue de St. Andrew—St. Patrick, St. George—St. David et Fort York |              |                  |                   |               |
| 37e | 1999-2003    |                  | George Smitherman | Libéral       |
| 38e | 2003-2007    |                  | George Smitherman | Libéral       |
| Toronto-Centre                                                                                             |              |                  |                   |               |
| 39e | 2007-2010    |                  | George Smitherman | Libéral       |
| 39e | 2010-2011    | Glen Murray      |                   | Libéral       |
| 40e | 2011-2014    | Glen Murray      |                   | Libéral       |
| 41e | 2014-2018    | Glen Murray      |                   | Libéral       |
| 42e | 2018-Présent |                  | Suze Morrison     | Néo-démocrate |
| 43e | 2022–Présent | Kristyn Wong-Tam |                   | Néo-démocrate |

## Circonscription fédérale
Comme partout en Ontario, sauf dans le nord, les circonscriptions provinciales sont les mêmes que les circonscriptions électorales fédérales depuis les élections provinciales de 1999.